# Aiemann Zahabi
 (septembre 2024).
Aiemann Zahabi, né le 19 novembre 1987 à Laval au Québec, est un pratiquant canadien d'arts martiaux mixtes (MMA). Il combat actuellement dans la division des poids coqs de l'Ultimate Fighting Championship.

## Biographie

### Jeunesse
Aiemann Zahabi naît à Laval. Il est le quatrième fils d'un immigré libanais et le petit frère de Firas Zahabi, fondateur du Tristar Gym et entraîneur de Georges Saint-Pierre.
Il se forme au jiu-jitsu brésilien dès l'âge de 13 ans et atteint le rang de ceinture noire.
En parallèle de ses études de commerce dans un Cégep puis ses 2 ans d'études de comptabilité à l'université McGill, il poursuit une carrière de combattant de MMA amateur avant de passer professionnel en 2012.

### Carrière dans les arts martiaux mixtes

#### Débuts (2012-2016)
Aiemann Zahabi dispute et remporte son premier combat professionnel en novembre 2012, contre Kyle Vivian, et décroche sa première victoire par KO en mars 2015, contre Scott Farhat.

#### Parcours au sein de l'Ultimate Fighting Championship (2017-)
Aiemann Zahabi rejoint l'Ultimate Fighting Championship (UFC) en 2017 avec un palmarès de 6 victoires pour 6 combats, toutes remportées dans le 1er round.
Il dispute son premier combat dans la fédération américaine le 19 février 2017, qu'il remporte par décision unanime contre le Brésilien Reginaldo Vieira.
Le 4 novembre suivant, lors de l'UFC 217 opposant son ami Georges Saint-Pierre au champion des poids moyens Michael Bisping, Aiemann Zahabi concède la première défaite de sa carrière en s'inclinant face à Ricardo Ramos (en) par KO d'un coup de coude retourné, au 3e round.
Le 4 mai 2019, il est défait par Vince Morales (en) via décision unanime.
Zahabi rebondit le 20 février 2021 en s'imposant contre Drako Rodriguez par KO d'un crochet du poing droit au 1er round.
Il poursuit sa remontée en vainquant Ricky Turcios via décision unanime, le 9 juillet 2022.
Le 10 juin 2023, lors de l'UFC 283, il vient à bout du Chinois Aori Qileng (en) par KO au 1er round.
Le 2 mars 2024, Zahabi décroche sa 4e victoire d'affilée dans la fédération en battant Javid Basharat (en), alors invaincu en 15 combats, via décision unanime.
Le 2 novembre suivant, il s'impose contre le Brésilien Pedro Munhoz via décision unanime. À la suite de cette victoire, Zahabi fait son entrée dans le top 15 de la division des poids coqs, à la 13e place.
Le 10 mai 2025, Zahabi gagne par décision unanime face à José Aldo sur décision unanime là où la plupart des observateurs voyaient Aldo gagnant. Ce dernier prend sa retraite à la suite de ce combat.

## Vie privée
Aiemann Zahabi prend Sylva Mouralian pour épouse en 2017. Le couple donne naissance à deux jumelles, nommées Aaliyah et Mila.

## Palmarès en arts martiaux mixtes
| 15 combats     | 13 victoires | 2 défaites |
| Par KO         | 6            | 1          |
| Par soumission | 2            | 0          |
| Sur décision   | 5            | 1          |

| Résultat | Record | Adversaire            | Méthode                           | Événement                               | Date             | Round | Temps | Lieu                                    | Notes                     |
| -------- | ------ | --------------------- | --------------------------------- | --------------------------------------- | ---------------- | ----- | ----- | --------------------------------------- | ------------------------- |
| Victoire | 13–2   | José Aldo             | Décision unanime                  | UFC 315: Muhammad vs. Della Maddalena   | 10 mai 2025      | 3     | 5:00  | Montréal, Québec, Canada                |                           |
| Victoire | 12–2   | Pedro Munhoz          | Décision unanime                  | UFC Fight Night: Moreno vs. Albazi      | 2 novembre 2024  | 3     | 5:00  | Edmonton, Alberta, Canada               |                           |
| Victoire | 11–2   | Javid Basharat        | Décision unanime                  | UFC Fight Night: Rozenstruik vs. Gaziev | 2 mars 2024      | 3     | 5:00  | Las Vegas, Nevada, États-Unis           |                           |
| Victoire | 10–2   | Aori Qileng           | KO (coups de poing)               | UFC 289: Nunes vs. Aldana               | 10 juin 2023     | 1     | 1:04  | Vancouver, Colombie-Britannique, Canada |                           |
| Victoire | 9–2    | Ricky Turcios         | Décision unanime                  | UFC on ESPN: dos Anjos vs. Fiziev       | 9 juillet 2022   | 3     | 5:00  | Las Vegas, Nevada, États-Unis           |                           |
| Victoire | 8–2    | Drako Rodriguez       | KO (coup de poing)                | UFC Fight Night: Blaydes vs. Lewis      | 20 février 2021  | 1     | 3:05  | Las Vegas, Nevada, États-Unis           | Performance de la soirée. |
| Défaite  | 7–2    | Vince Morales         | Décision unanime                  | UFC Fight Night: Iaquinta vs. Cowboy    | 4 mai 2019       | 3     | 5:00  | Ottawa, Ontario, Canada                 |                           |
| Défaite  | 7–1    | Ricardo Ramos         | KO (coup de coude retourné)       | UFC 217: Bisping vs. St-Pierre          | 4 novembre 2017  | 3     | 1:58  | New York, États-Unis                    |                           |
| Victoire | 7–0    | Reginaldo Vieira      | Décision unanime                  | UFC Fight Night: Lewis vs. Browne       | 19 février 2017  | 3     | 5:00  | Halifax, Nouvelle-Écosse, Canada        |                           |
| Victoire | 6–0    | Kyle Oliveira         | TKO (blessure)                    | Prestige FC 2: Queen City Coronation    | 12 mars 2016     | 1     | 2:17  | Regina, Saskatchewan, Canada            |                           |
| Victoire | 5–0    | Jeremy DiChiara       | TKO (coups de poing)              | Hybrid Pro Series 4                     | 17 octobre 2015  | 1     | 0:18  | Montréal, Québec, Canada                |                           |
| Victoire | 4–0    | Scott Farhat          | KO (coup de poing)                | Rivals MMA 1                            | 13 mars 2015     | 1     | 2:36  | Montréal, Québec, Canada                |                           |
| Victoire | 3–0    | Wesley Bowman         | Soumission (clé de cheville)      | Hybrid Pro Series 2: Redemption         | 15 novembre 2014 | 1     | 4:40  | Gatineau, Québec, Canada                |                           |
| Victoire | 2–0    | Phillip Deschambeault | Soumission (étranglement arrière) | Wednesday Night Fights 1                | 5 mars 2014      | 1     | 2:33  | Montréal, Québec, Canada                |                           |
| Victoire | 1–0    | Kyle Vivian           | TKO (coups de poing)              | SLAMM 1: Garcia vs. Lamarche            | 30 novembre 2012 | 1     | 1:28  | Mont-Saint-Hilaire, Québec, Canada      |                           |